# Штатс
Штатс (нем. Staats) — община в Германии, в земле Саксония-Анхальт. 
Входит в состав района Штендаль. Подчиняется управлению Штендаль-Ухтеталь.  Население составляет 280 человек (на 31 декабря 2006 года). Занимает площадь 14,29 км².